# Mehet
Mehet či Mehit byla staroegyptská lví bohyně, manželka boha Onhureta. Podle legendy se Onhuretovi podařilo při jednom z lovů v Núbijské poušti odchytit živou lvici, kterou donesl do svého paláce. Ukázalo se ale, že lvice je vtělením bohyně Mehet. Onhuret bohyni následně pojal za manželku. Ta jej pak doprovázela na všech válečných výpravách a v podobě lvice bojovala po jeho boku.
Uctívána byla v Ceneji, Kom Ombu a Edfu.

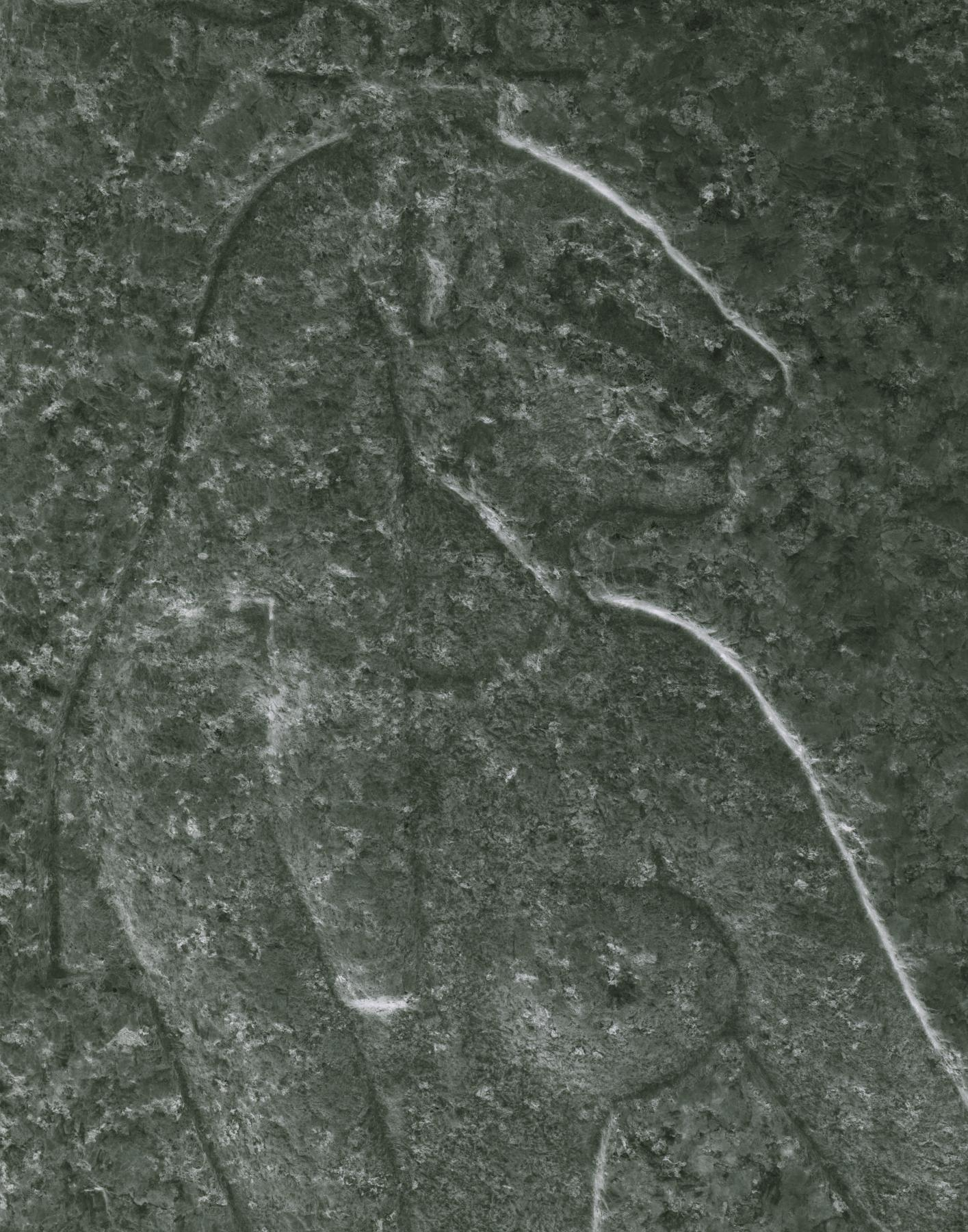
Reliéf s vyobrazením Mehet, datovaný do doby vlády Ptolemaia II.